# Paul Berthollet
Paul Berthollet est un calligraphe et maître d'écriture actif à Turin autour de 1800.

## Biographie
L’exemplaire de la BNF cité ci-dessous porte une étiquette qui stipule : Changement de domicile le 15 janvier 1813. Paul Berthollet maître écrivain à Turin se propose de donner chez lui... des leçons d'écriture batarde, coulée....

## Œuvres
On connaît de lui un recueil d’exemples à la pagination variable :
- Cours complet d’écritures : bâtarde, ronde & coulée, par Paul Berthollet professeur d’écriture à Turin. 4° obl., titre et 28, 29 ou 35 pl. gravées par Lacoste. Paris BNF : FOL-MANDEL-40. Turin BCC : 698.E.1. Abbiategrasso (M), Raccolta Ascoli della Fondazione per leggere. Cat. Warmelink n° 64 et 65.